# 이기순 (야구 선수)
이기순(2003년 5월 14일~)은 대한민국의 야구 선수로 현재 KBO 리그의 팀인 상무 야구단에서 투수로 활동하고 있다.

## 프로 경력
2003년 인천광역시에서 태어났으며 초등학교 5학년 때 야구를 시작했다.
2021년에 열린 2022년 KBO 드래프트에서 SSG 랜더스의 지명을 받았으며 2022년 시즌에 입단했다. 2022년 6월 27일 LG 트윈스와의 경기에 구원 등판하며 데뷔 첫 경기를 치렀고, 경기에서 2이닝 3실점을 기록했다.

## 국가대표팀 경력
2022년 10월 중화민국에서 열린 2022년 U-23 월드컵에 참가하였으며 대한민국 U-23 대표팀의 3위 입상에 기여했다.

## 출신 학교
- 인천서흥초등학교
- 신흥중학교
- 동산고등학교

## 통산 기록
| 연도 | 팀명  | 평균자책점 | 경기 | 완투 | 완봉 | 승 | 패 | 세 | 홀 | 승률  | 타자 | 이닝 | 피안타 | 피홈런 | 볼넷 | 사구 | 탈삼진 | 실점 | 자책점 |
| ---- | ----- | ---------- | ---- | ---- | ---- | -- | -- | -- | -- | ----- | ---- | ---- | ------ | ------ | ---- | ---- | ------ | ---- | ------ |
| 2023 | SSG   | 9.00       | 2    | 0    | 0    | 0  | 0  | 0  | 0  | -     | 16   | 3    | 3      | 1      | 4    | 0    | 3      | 3    | 3      |
| 2024 | SSG   | 3.66       | 10   | 0    | 0    | 1  | 1  | 0  | 0  | 0.500 | 94   | 19⅔  | 12     | 2      | 23   | 1    | 24     | 10   | 8      |
| 통산 | 2시즌 | 4.37       | 12   | 0    | 0    | 1  | 1  | 0  | 0  | 0.500 | 110  | 22⅔  | 15     | 3      | 27   | 1    | 27     | 13   | 11     |